# Torre dei Caduti
La torre dei Caduti di Bergamo si trova nella parte bassa della città in piazza Vittorio Veneto, all'inizio del Sentierone, il cosiddetto salotto di Bergamo. Dal 24 maggio 2015, dopo un periodo di restauri, è di nuovo visitabile.
La torre dei caduti fa parte della rete del Museo delle Storie di Bergamo, gestita da Fondazione Bergamo nella storia.

## Il contesto

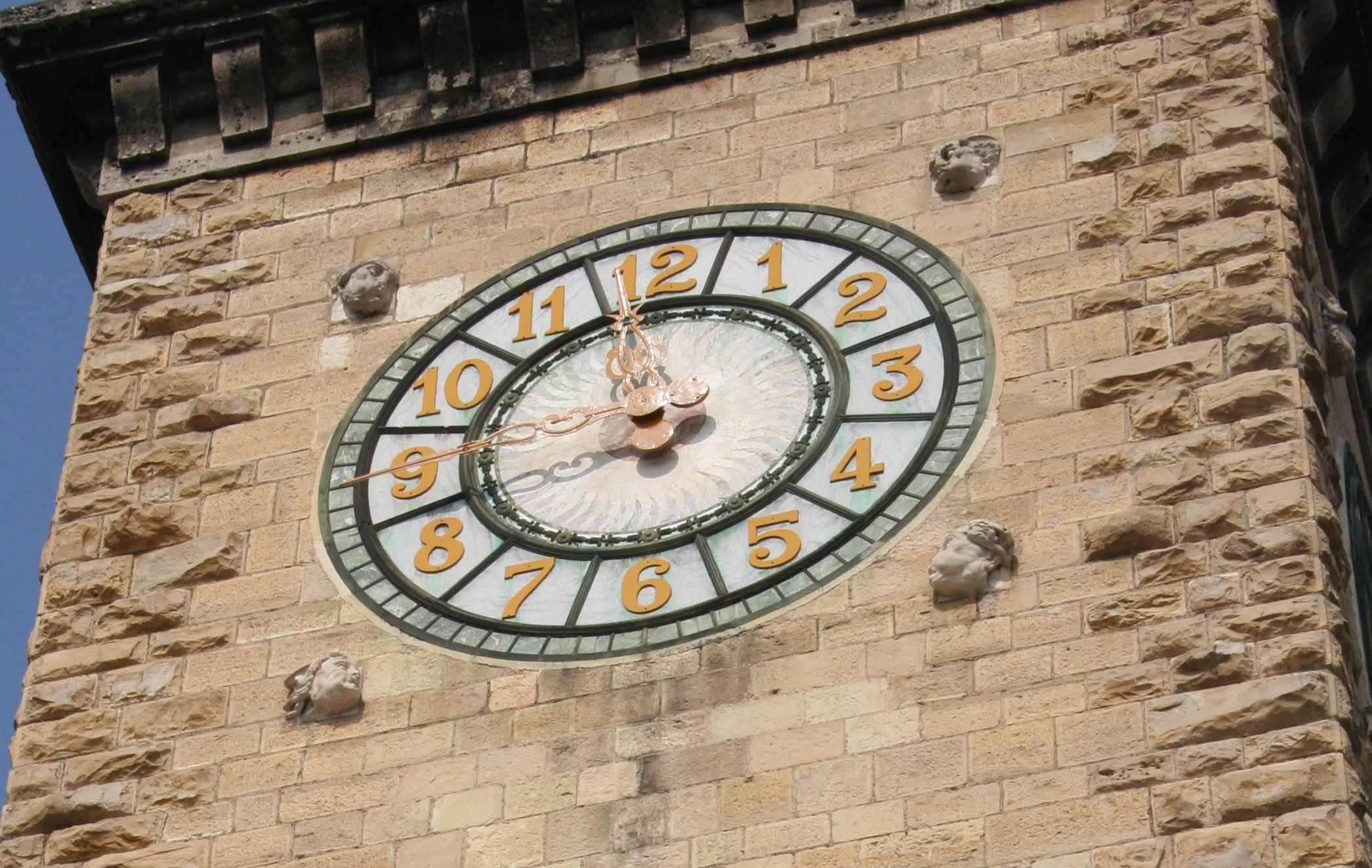
L'orologio

Si tratta di uno dei monumenti più emblematici di città bassa, costruito sull'onda della retorica patriottica successiva alla prima guerra mondiale, non solo a memoria e onore dei caduti bergamaschi ma per esaltare e consolidare il nazionalismo unitario, come esplicitamente detto nel discorso di inaugurazione pronunciato da Mussolini il 27 ottobre 1924.
L'opera testimonia, anche, sotto l'aspetto urbanistico, lo sviluppo e l'importanza acquisita da città bassa.

## Architettura e urbanistica
Il monumento a pianta quadrata alto 45 metri fu progettato dall'architetto Marcello Piacentini. Fu costruito, a partire dal 1922, in un'area nota come il prato di sant'Alessandro, che all'epoca ospitava la fiera annuale di Sant'Alessandro, una delle più importanti e antiche della Lombardia, risalente al IX secolo.

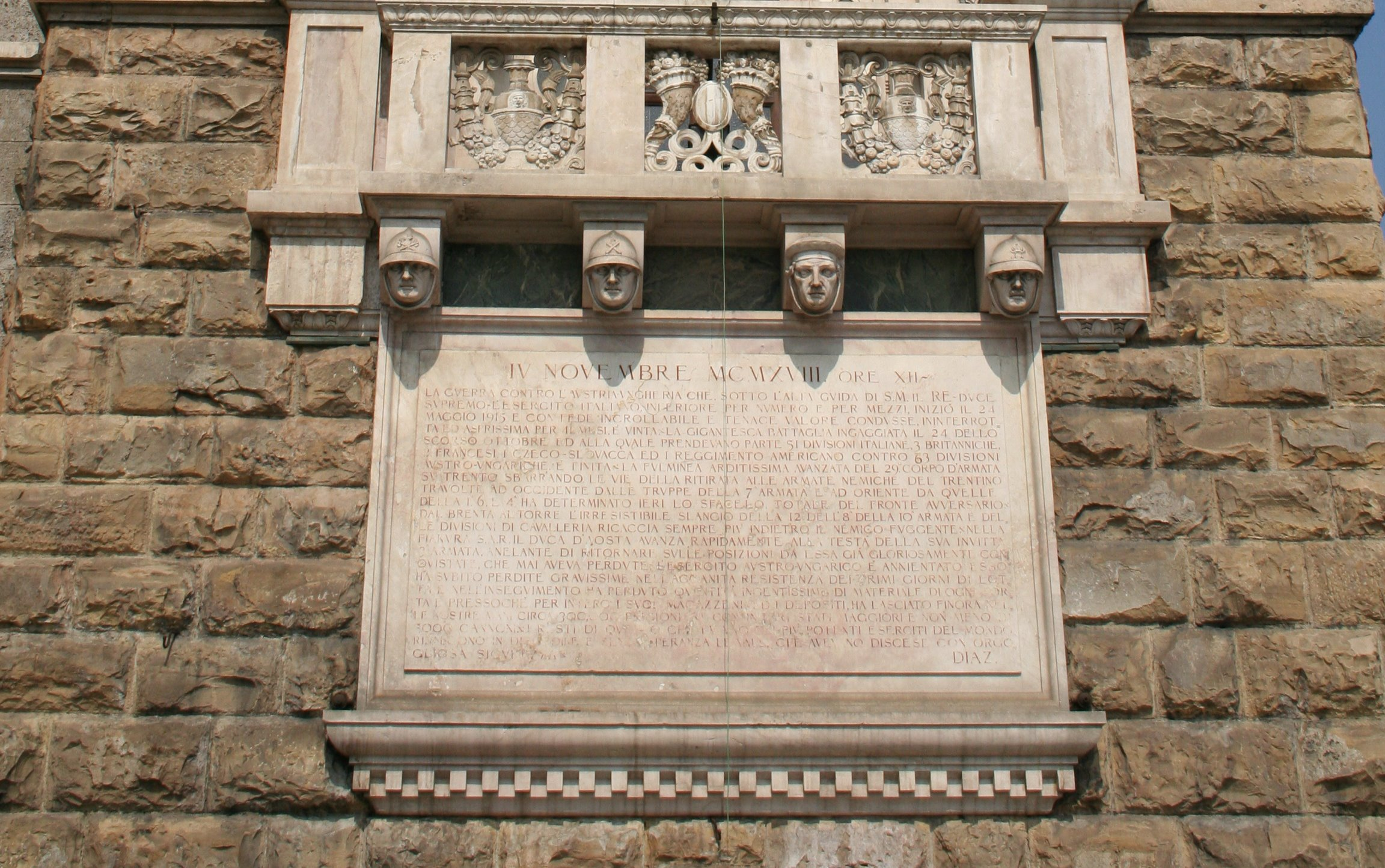
Il proclama di Diaz

La scelta dell'area e la torre stessa facevano parte di un più ampio progetto di riassetto urbanistico della parte bassa di Bergamo divenuta il vero centro politico e amministrativo della città, raccordandola, tuttavia, con la città alta, la parte medievale posta sui colli retrostanti.
Per secoli il centro del potere era stato rappresentato dalla città medievale e dagli edifici storici, oltre che monumentali, che lo ospitavano.
Lentamente e poi, dopo il periodo Napoleonico, sempre più celermente la parte bassa della città aveva acquistato una crescente importanza economica prima, non fosse altro che per la maggiore disponibilità di spazi edificatori, politica poi strettamente connessa con il suo sviluppo economico.
La costruzione della torre sancì questo nuovo status politico-urbanistico di Bergamo, mentre città alta sarebbe rimasta quel gioiello medievale che è.

## La struttura

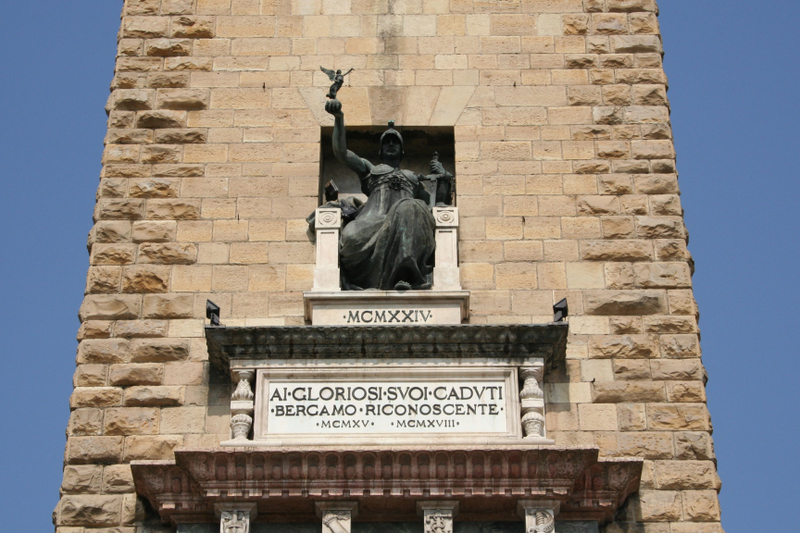
L'Italia vittoriosa

La torre si inserisce armonicamente in questo nuovo contesto urbanistico quasi come il lato di una porta ideale che fa da cornice ai bastioni veneziani e al profilo frastagliato degli edifici di città alta.
Il materiale di costruzione utilizzato è l'arenaria di Bagnatica in conci a crespone che restituisce un'opera dalla struttura possente, alleggerita peraltro da inserti ornamentali e commemorativi quali l'orologio e alcuni gruppi scultorei.
L'orologio in marmo di Zandobbio è racchiuso in un quadrato i cui angoli sono rappresentati da quattro allegorie dei venti, soffianti, a simboleggiare il trascorrere e la caducità del tempo.
In asse e sotto l'orologio si apre una nicchia da cui fuoriesce la statua bronzea dell'Italia Vittoriosa che regge con la destra la Vittoria e tiene nella sinistra la spada in posizione di riposo, opera dello scultore Alfredo Faino.

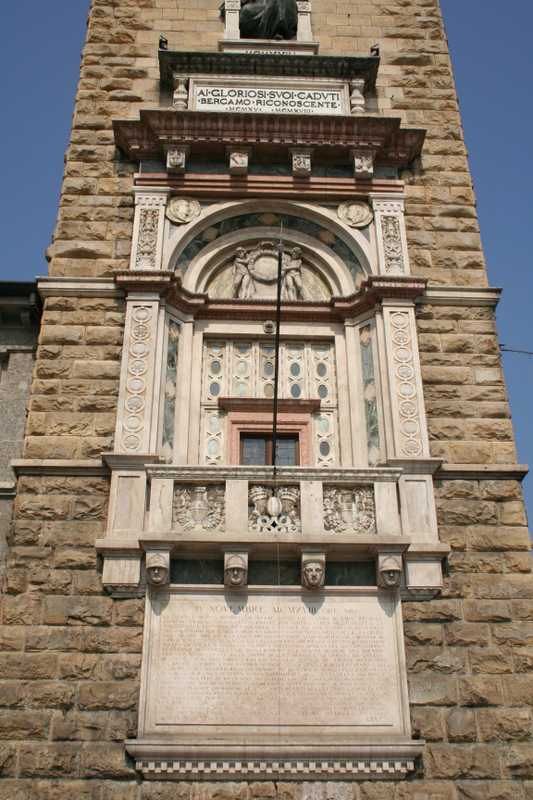
Il finestrone

Il gruppo si appoggia su un'ampia mensola dedicatoria immediatamente sopra un finestrone in marmo policromo formando un complesso statuario di grande effetto visivo.
Nella lunetta del finestrone due putti reggono lo stemma di Bergamo mentre i due bassorilievi dell'ammiraglio Paolo Thaon di Revel e del generale Armando Diaz sovrastano la scena.
Nel finestrone si apre un balconcino che poggia sulle allegorie della armi combattenti, mentre al di sotto una grande lapide riporta il bollettino della vittoria del generale Diaz.
Il complesso esterno è di grande efficacia espressiva e simbolica; l'interno che si sviluppa su cinque piani espone alle pareti del primo i nomi dei caduti incisi in oro su marmo nero e nei piani superiori dei pannelli che illustrano lo sviluppo della città.